# Gélose MRS
Pour les articles homonymes, voir MRS.
MRS (Gélose de Man, Rogosa, Sharpe) est un milieu de culture.

## Usage
Culture et isolement des bactéries lactiques.

## Composition
Composition pour 1L de milieu:
- peptone	10,0 g
- extrait de viande	8,0 g
- extrait de levure	4,0 g
- Glucose	20,0 g
- Acétate de sodium trihydraté	5,0 g
- Citrate d'ammonium	2,0 g
- Tween 80	1,0 ml
- hydrogénophosphate de potassium	2,0 g
- sulfate de magnésium heptahydraté	0,2 g
- sulfate de manganèse tétrahydraté	0,05 g
- Agar	10,0 g
- pH = 6,2

## Préparation
62 g par litre. Stérilisation à l'autoclave.

## Lecture
Milieu permettant une bonne croissance des Lactobacillus. Avec Lactobacillus caseï les colonies mesurent environ 1 mm de diamètre et apparaissent de couleur blanche. Il existe un équivalent en bouillon.